# Rimworld
Rimworld (Eigenschreibweise: RimWorld) ist ein von den Ludeon Studios um Tynan Sylvester entwickeltes Computerspiel für Linux, Mac OS X und Microsoft Windows. Es verbindet Elemente eines Aufbauspiels mit einer Managementsimulation. Der Spieler lenkt die Geschicke einer notgelandeten Raumschiffcrew, die zunächst ihre Existenz sicherstellen und nach Möglichkeiten für ein Entkommen vom Planeten suchen muss. Nach einer mehrjährigen öffentlichen Alpha- und Betaphase wurde Version 1.0 am 17. Oktober 2018 veröffentlicht.

## Handlung
Das Spiel beginnt im Jahr 5500. Die Menschheit hat sich über eine Vielzahl von Planeten in einem etwa 3400 Lichtjahre großen Gebiet ausgebreitet. Trotz allen technischen Fortschritts ist keine Möglichkeit bekannt, schneller als das Licht zu reisen. Um zwischen den besiedelten Sternensystemen zu reisen, wird der sogenannte Kryptoschlaf (englisch cryptosleep) benutzt. Dennoch sind sie weitgehend voneinander isoliert.
Aufgrund dieser Isolation unterscheiden sich die Welten stark in ihrem Entwicklungsstand. Es gibt sowohl die technologisch und gesellschaftlich weit fortgeschrittenen Glitzerwelten (englisch glitterworlds) als auch Welten, die auf den Stand des Mittelalters oder gar der Steinzeit zurückgefallen sind. Das Spiel spielt auf einer dünn besiedelten Welt ohne zentrale Regierung: Einer Randwelt, englisch rimworld. Hier treffen Menschen der verschiedensten Entwicklungsstufen aufeinander.
Im „klassischen“ Szenario stürzen drei Reisende auf dieser Randwelt ab. Seit Alpha 14 sind auch andere Startszenarien möglich. Das optionale Spielziel besteht darin, den Planeten zu verlassen. Dazu bauen die Kolonisten entweder ein Raumschiff oder sie reisen zu einem, das ihnen von einer freundlich gesinnten Person angeboten wird.

## Spielprinzip
RimWorld basiert auf zweidimensionaler Grafik und wird aus der Vogelperspektive gespielt. Im Spiel gibt es regelmäßig zufällige, von KI-Erzählern generierte Events, welche den Spielfluss maßgeblich beeinflussen können. Die Erzähler-KI beeinflusst das Spiel mehr als alle anderen Einstellungen. Der Schwierigkeitsgrad an sich, die Schwere und Häufigkeit zufälliger Ereignisse und der Anstieg dieser werden durch den Erzähler beeinflusst. Das Spiel selbst bietet drei vorgefertigte Erzähler, welche sich allerdings noch leicht konfigurieren lassen:
- Cassandra Classic nutzt stetig steigende Schwierigkeit und eine Verkürzung der Abstände zwischen negativen Ereignissen.
- Phoebe Chillax gibt einem lange Friedensphasen zwischen den Ereignissen, welche allerdings dann umso schwieriger sein können.
- Randy Random ermöglicht einem eine komplett zufällige Spielerfahrung. Dies ermöglicht er durch unvorhersehbare Ereignisse und plötzliche Änderungen des Schwierigkeitsgrades.

Der Spieler beginnt mit einer Handvoll Figuren, genannt Kolonisten. Sie unterscheiden sich durch ihre Hintergrundgeschichte, ihren früheren Beruf, Alter, zufällige Krankheiten oder körperliche Beeinträchtigungen, Beziehungen zu anderen Kolonisten sowie einer Fertigkeitstabelle. Einige dieser Eigenschaften werden vor Spielbeginn generiert und können nach Wunsch verändert werden. Nach dem Vorbild von Dwarf Fortress sind das Kampfsystem sowie die psychologischen Eigenschaften der einzelnen Kolonisten in großer Detailtiefe simuliert. Sie beeinflussen neben ihren Verwendungsmöglichkeiten im Spiel auch den Spielverlauf, da ein Kolonist durch das Zusammenspiel verschiedener Ereignisse und Eigenschaften etwa einen psychischen Zusammenbruch erleiden kann und das seine Einsatzmöglichkeiten einschränkt. Im Spielverlauf stoßen gelegentlich weitere Kolonisten zu der Kolonie und es liegt in der Hand des Spielers, ob diese aufgenommen oder gefangen genommen werden.
Die Kolonisten beginnen zunächst damit, die Lebensgrundlage sicherzustellen. Dazu zählen neben Wohnmöglichkeiten die Herstellung von Nahrungsmitteln und Kleidung sowie die Erzeugung von Strom. Für das oberste Spielziel, das Entkommen vom Planeten, aber auch die Verteidigung gegen feindliche Tiere und Bewohner ist das Technologiesystem ein weiterer maßgeblicher Teil des Spiels. Verschiedene Startszenarien bieten zu Beginn einen unterschiedlichen Technologiestatus, welcher im Laufe des Spiels deutlich erweitert werden kann und neue Herstellungsmöglichkeiten freischaltet. Hierzu gibt es einen großen Technologiebaum, der den Spieler nach und nach durch das Spiel leitet. Verschiedene Zufallsereignisse wie Naturkatastrophen, Räuberbanden oder figurenspezifische Ereignisse beeinflussen den Spielverlauf. Der Spieler muss sich daher auch um die Sicherheit und Bedürfnisse seiner Kolonisten kümmern. Sterben alle Kolonisten, ist das Spiel vorzeitig beendet.

## Entwicklung
Am 2. Oktober 2013 stellte Sylvester das Projekt auf der Crowdfunding-Plattform Kickstarter ein. Ziel war, 20.000 kanadische Dollar (≈14.300 €) zu sammeln. Tatsächlich wurden bis zum 3. November insgesamt 268.312 C $ (≈192.000 €) von etwa 9500 Personen gesammelt. Am 4. November erschien die erste öffentliche Prä-Alpha-Version, am 28. Januar 2014 Alpha 1. Um Zugriff auf die Prä-Alpha-Version zu erhalten, mussten Unterstützer mindestens 30 Dollar gezahlt haben, für spätere Versionen 20 Dollar.
Mit Version Alpha 12, welche am 21. August 2015 erschien, wurde es dem Spieler ermöglicht, Tiere zu zähmen, zu trainieren und zu züchten. Tiere können mit Nahrung gezähmt werden und greifen den Kolonisten an, sollte das Zähmen fehlschlagen. Es wurden 11 neue Tiere hinzugefügt, unter anderem Elefanten, Kühe, neue Hunderassen, Hühner und mehr. Am 15. Juli 2016 wurde das Spiel dann mit Version Alpha 14 auf Steam-Early-Access veröffentlicht.
Am 20. Dezember 2016 und mit Version Alpha 16 wurde eine komplette Überarbeitung der Weltengeneration geliefert. Hinzu kamen neue Features wie Karawanen und Siedlungen anderer Fraktionen. Am 27. Mai 2017 wurde Version Alpha 17 namens "On the Road" veröffentlicht. Dieses Update bietet neue Elemente bei der Weltengeneration wie z. B. Flüsse und Straßen. Auf Alpha 17 folgten zwei Betaversionen und am 17. Oktober 2018 schließlich die fertige Version 1.0.
Am 24. Februar 2020 kam nach einer über 1-jährigen Pause die Version 1.1 zusammen mit dem ersten DLC mit dem Namen „RimWorld – Royalty“ heraus.
Am 10. August 2020 wurde das Spiel auf die Version 1.2 aktualisiert.
Am 20. Juli 2021 wurde das Spiel auf die Version 1.3 aktualisiert und der zweite DLC mit dem Namen „RimWorld – Ideology“ veröffentlicht.
Am 21. Oktober 2022 wurde das Spiel auf die Version 1.4 aktualisiert und der dritte DLC mit dem Namen „RimWorld – Biotech“ veröffentlicht.
Am 11. April 2024 wurde das Spiel auf die Version 1.5 aktualisiert und der vierte DLC mit dem Namen „RimWorld – Anomaly“ veröffentlicht.
Am 11. Juli 2025 wurde das Spiel auf die Version 1.6 aktualisiert und der fünfte DLC mit dem Namen „RimWorld – Odyssey“ veröffentlicht.

## Rezeption

### Wertungen und Auszeichnungen
Das Spiel erhielt überwiegend positive Bewertungen. Strategy Gamer bewertete Rimworld mit 5/5 Sternen.

“Rimworld is a new standard in survival/strategy sims, and has emerged from early access with grace. Now the REAL fun can begin...”

„Rimworld setzt neue Maßstäbe für Survival-/Strategiesimulationen und hat mit Anmut das Early-Access-Stadium verlassen. Jetzt kann der WIRKLICHE Spaß anfangen...“

Rimworld gewann im Jahre 2016 den "Indie of the Year Award" von Indie DB. Zudem wurde es 2018  für die D.I.C.E. Awards in der Kategorie "Strategy/Simulation Game of the Year" nominiert.
Ende 2018 war Rimworld bei Steam das mit 98 % Empfehlungsrate von den Spielern bestbewertete in jenem Jahr erschienene Spiel, und das am achtbesten bewertete Spiel insgesamt.

### Sexismus-Kontroverse
Am 2. November 2016 veröffentlichte die Spielejournalistin Claudia Lo auf der Website Rock, Paper, Shotgun einen Artikel mit dem Titel «How RimWorld's Code Defines Strict Gender Roles» (Wie Rimworlds Code strikte Geschlechterrollen definiert). In diesem kritisiert sie, dass in der Alpha 15 das Beziehungs-System Männer und Frauen unterschiedlich bewerte, so gebe es zum Beispiel keine heterosexuellen Frauen bzw. bisexuellen Männer und Männer würden achtmal häufiger versuchen eine Romanze aufzubauen als Frauen.
Der Entwickler des Spiels, Tynan Sylvester, hat darauf geantwortet, dass diese Bugs bekannt und in der am 20. Dezember 2016 erschienenen Version Alpha 16 behoben seien. Dies habe die Autorin auch gewusst, da sie vor der Veröffentlichung des Artikels per E-Mail korrespondiert hätten. Zudem sei der Titel übertrieben, da ansonsten die weiblichen und männlichen Kolonisten körperlich und verhaltensbezogen identisch seien.